# Peridea pacifica
Peridea pacifica är en fjärilsart som beskrevs av Moltrecht 1914. Peridea pacifica ingår i släktet Peridea och familjen tandspinnare. Inga underarter finns listade i Catalogue of Life.